# Gufufoss
Gufufoss är ett vattenfall i republiken Island. Det ligger i regionen Austurland, i den östra delen av landet. Gufufoss ligger 181 meter över havet.
Ån Fjarðará är utflödet från Heiðarvatn och vid Gufufoss är dess fallhöjd 27 meter. Det finns över tio vattenfall i flodens lopp och det omgivande området. Före Seyðisfjörður används vattnet i kraftverket Fjarðarselsvirkjun.